# Tenoria fruticosa
Tenoria fruticosa är en flockblommig växtart som beskrevs av Spreng.. Tenoria fruticosa ingår i släktet Tenoria och familjen flockblommiga växter. Inga underarter finns listade i Catalogue of Life.